# Discos Peerless
Discos Peerless, connue aussi sous les noms de Peerless Records est une maison de disque et un label discographique mexicain qui ont été fondés en 1929 par Gustavo Klickwort Noehrenberg, qui est l'un des acteurs indépendant les plus importants du marché de la musique, au Mexique, jusqu'à sa fusion, en août 2001, avec Metro Casa Musical, une filiale de Warner Music Group.

## Histoire

### Les débuts de Peerless S.A
En 1933,  Gustavo Klickwort Noehrenberg s'associe avec  Eduardo Baptista Covarrubias qui mène des activités semblables et a produit des enregistrements sous plusieurs labels, pour créer Peerless S.A. qui possède sa propre usine de disques et son propre réseau de distribution. Jusqu'à cette date, Peerless, a fait fabriquer un certain nombre de ses disques par la société Gennett (en), à Richmond,. Dès 1934, Peerles S.A. publie des disques synchronisés qui sont destinés à servir de bande sonore à un film.
En 1935, Emilio Azcárraga Vidaurreta et RCA Victor se dotent d'un studio d'enregistrement uet d'une usine de production de disques au Mexique, et deviennent un concurrent avec lequel il faut compter, car ils ne se contentent plus de diffuser dans le pays des disques réalisés aux États-Unis.
Peerless S.A réalise son premier succès en 1936 lorsque le label publie « Camioncito Flecha Roja », interprété par Los Trovadores Tlalixcoyanos dont il vend 3000 exemplaires. Il est immédiatement suivi par celui de « El Barrilito » (une version en espagnol de Beer Barrel Polka) par le conjunto Hermanos Dominguez dont il distribue 5000 exemplaires.

### Pendant la seconde guerre mondiale
En 1940, pour faire face à la demande, Peerless S.A ouvre une nouvelle usine dotée de quatre presses qui permettent de tripler sa production. Le déclenchement de la Seconde guerre mondiale provoque un accroissement de la demande et l'usine ne sait pas pendant deux ans satisfaire la demande des représentants de commerce qui distribuent les disques Peerless. Cette hausse de la demande est d'abord due à baisse des exportations de disques fabriqués aux États-Unis où, dès le début du conflit, la « War Production Board » (Commission de la production en temps de guerre), instituée par le président Franklin Delano Roosevelt afin de coordonner l'économie du pays en guerre, impose aux fabricants de disques une baisse de 70 % de leur production. L'industrie phonographique consomme alors 30 % des approvisionnements du pays en laque noire (shellac en anglais) qui aussi utilisée, dans le cadres d'usages multiples par l'industrie d'armement. Cette laque est alors essentiellement produite dans le Sud-Est asiatique, en Malaisie et en Indochine française, où la guerre japonaise désorganise la production et les approvisionnements.
A la même époque, Emilio Azcárraga Vidaurreta se désintéresse de ses activités auprès de RCA/Victor qu'il transmet à son neveu Rogerio Azcárraga Madero, fils de son frère Rogerio Azcárraga  Vidaurreta, pour s'intéresser au cinéma, puis à la télévision. La collaboration entre Rogerio Azcárraga Madero dure jusqu'en 1958, où ils se séparent et quand Rogerio Azcárraga Madero crée le label Orfeón.
Les autorités américaines encouragent le recyclage des disques usagés et l'on va même jusqu'à organiser publiquement des séances de destructions de disques usés ou démodés afin de les vouer au recyclage. La crise est aggravée par le conflit du travail qui oppose, à partie de juillet 1942, la Fédération américaine des musiciens ( American Federation of Musicians of the United States and Canada ou AFM)et les principales maisons de disque. Celui-ci se traduit par une grève de la participation des musiciens affiliés au syndicat, resté dans l'histoire syndicale sous le nom de « Petrillo (en) ban », aux séances d'enregistrements. Decca et Capitol trouvent un accord avec AFM en septembre 1943, RCA Victor et Columbia sortent de la crise en novembre 1944 seulement.
Le Département de la Guerre a créé en mars 1941, la branche "Moral des troupes" de l'armée (Morale Branch of the Army) qui est chargée d'accompagner le moral et le bien-être des personnels en campagne ou résidant dans une base militaire. À partir de juillet 1943, celle-ci comprend deux services qui s'intéressent à la musique : le Service de la Radio aux Forces Armées (Armed Forces Radio Service ou AFRS) et le groupe V-Disc, créé sur une suggestion du lieutenant Robert Vincent, un ingénieur du son de l'AFRS, basé à New York, et chargé de fournir de la musique enregistrées aux troupes déployées à l'étranger,. Robert Vincent passe des accords avec l'AFM et l'AFRA (American Federation of Radio Artists) qui les font renoncer aux redevances dues aux musiciens et aux auteurs pour l'enregistrement de leur musique, et leur garantit, en retour, que les disques que l'armée produisent sont réservés exclusivement à ses personnels et qu'aucune exploitation commerciale ne pourra en être faite.
Les militaires sont aussi à l'origine de la solution technique. Les disques 78 tours de 10 pouces que les maisons de disques fabriquaient alors en laque noire, étaient fragiles et résistaient mal au cours de leurs transport au sein des forces armées. Les premiers disques produits à l'usage des personnels militaire sont en Vinylite, une résine qui est produite par Union Carbide. Les disques en Vinylite sont solides, flexible et ont été utilisés, depuis le début des années 1930, pour enregistrer des émissions de radio. Malheureusement, la Vinylite est aussi considérée comme un matériau dont l'approvisionnement est critique par les forces armées qui l'utilisent notamment en tant qu'isolant électrique ou pour construire des radeaux de sauvetage. Les responsables du groupe V-Discs lui substituent une résine de Polyacétate de vinyle qui a été développée et qui est produite par une filiale canadienne de Monsanto. L'armée qui devient l'un des premiers producteur de disques américains, entre 1943 et 1949, fait fabriquer dans cette matière ses disques par RCA/Victor à Camden.
Les difficultés des majors du disque font les affaires des entrepreneurs californiens qui opèrent des réseaux de jukebox. L'un d'eux, Charles E. Washburn, dont les affaires vont de l'Arizona, jusqu'à l'Orégon, au Washington et à la Colombie-Britannique, en passant par le Texas et le Nouveau-Mexique, crée le label Rodéo Records sur lequel il enregistre de la "Hibilly Music" jouée par des musiciens non syndiqués et distribue aux États-Unis les disques de PeerLess,, parce qu'il a notamment pour client Frank Navarro qui détient le premier réseau, par la taille, de jukebox qui jouent des disques en espagnol à Los Angeles. En 1945, Charles E. Washburn dote ses entreprises d'une nouvelle usine de pressage de disques afin de mieux satisfaire les demandes de ses clients. Hal Harman, un opérateur de Jukebox de Glendale, qui dispose d'un réseau de jukebox au Mexique, distribue les disques de PeerLess.
Dans le même temps, le marché du jukebox connait un développement fulgurant au Mexique. Les disques que l'on trouve sur ceux-ci sont à 50 % des produits américains, et à 50 % des produits mexicains. Mais les premiers sont surtout constitués de vieux succès que les opérateurs font tourner.

### Les années 1950
Elles sont principalement marquées par la rupture entre Rogerio Azcárraga Madero, fils de Rogerio Azcárraga Vidaurreta et neveu de Emilio Azcárraga Vidaurreta, et RCA qui crée une unité de production filiale directe au Mexique. Rogerio Azcárraga Madero créée alors le label Discos Orféon. À la fin des années 1950, le marché mexicain du disque est dominé par cinq entreprises : Peerless, Orféon, Musart, CBS Records et RCA Records.
Les investissements de CBS et de RCA au Mexique font partie d'une stratégie de prise de position sur le marché global de produits à base d'électronique, et concernent tout aussi bien alors la France, l'Italie, la Suède, le Danemark, le Brésil ou Cuba.
Le Mexique où 240 radios diffusent de la musique populaire possède alors le quatrième réseau, derrière les États-Unis, la Chine et le Brésil, au monde de ce type d'équipement, et constitue un marché prometteur pour les maisons de disques.
Orféon se dote dès 1959 d'une stratégie commerciale globale, basée sur Discos Mexicanos (DIMSA), sa base d'opérations au Mexique, et passe des accords de distribution à Cuba, à Porto-Rico, en Colombie, au Venezuela, en Argentine, au Brésil, en Espagne, en France, au Canada, aux États-Unis, et même au Japon, dans d'autres pays d'Extrême-Orient ou d'Afrique. La croissance de la demande en enregistrement de langue espagnole aux États-Unis l'emporte néanmoins. Il est plus profitable pour CBS ou RCA de les importer du Mexique que de produire les disques aux États-Unis car les ventes de chaque titre restent modestes. Cette situation profite néanmoins aux maisons de disques mexicaines ou texanes de langue espagnole. En 1960, les exportations de disques depuis le Mexique, dépassent en volume celles à destination des autres pays d'Amérique Latine.

### Les années 1970
Le 28 juillet 1978, Heinz Klickwort Noehrenberg, président directeur général de Peerless S.A, et Peter Ulrich, son directeur général, organisent une réception, animée par Verónica Castro, Juan (es) et David Záizar (es), El Mariachi Mexico De Pepe Villa, Los Solitarios (es), Conjunto Africa et quelques autres artistes, à « l'Hacienda de los Morales », afin de célébrer les 45 ans de la société. les représentants des sociétés d'auteurs (par exemple, Carlos Gomez Barrera, le directeur général de la SACM; des maisons de disques : Discos Y Cintas Melody S. A. (Nacho Morales), Discos Gamma (Carlos Camacho), Discos Gas (Guillermo Acosta Segura et Jésus Acosta Segura), Musart (León Baptista Van der Elst et Eduardo Baptista Lucio); des éditeurs de musique : Emmi, S. A., Pham, S. A. (Ramon Paz), Grever International S. A. (Chares Grever), Geminis Musical S. A. (Enrique Marquez), Edimusa, S. A. (Alberto Vega), Intersong S.A. - Mexico (Poncho Garccia), Brambila Musical Mexico S.A. (Rogelio Brambila), Beechwood de México, S.A. (José Cruz); et l'état major de Peerless (Jurgen Ulrich - directeur général adjoint, Leo Porias - directeur général émérite, Pedro Leonarz - directeur de la production, Guillermo Arriaga - directeur de la communication); sont les invités d'honneur de l'évènement.
Peerless est, à cette époque une société quasi exclusivement tournée vers le marché national mexicain qui représente 95 % de son activité et représente au Mexique seulement quatre labels étrangers : London Records, Teldec et turnabout Records. Par comparaison, son concurrent Musart distribue au Mexique 40 labels étrangers.

## Artistes

### Vedettes emblématiques
- Agustin Lara
- Conjunto Africa
- David Záizar (es)
- El Mariachi Mexico De Pepe Villa
- Juan Záizar (es)
- Lola Beltrán
- Los Solitarios (es)
- Margarita Vargas (es)
- Pedro Infante
- Verónica Castro

,

### Ouvrages et articles
- (en) Deborah R. Vargas, Dissonant Divas in Chicana Music : The Limits of la Onda, Minneapolis, University of Minnesota Press, 2012, 313 p. (ISBN 978-0-8166-7316-2 et 978-0-8166-7317-9, lire en ligne).
- (en) Eric Zolov, Refried Elvis: The Rise of the Mexican Counterculture, Berkeley, Los Angeles, California, University of California Press, 5 juillet 1999, 349 p. (ISBN 0-520-20866-8 et 0-520-21514-1, lire en ligne).
- (en) Otto Mayer Serra, « International News Reports Mexico : Mexico », Billboard, New York, Nielsen Business Media, Inc., vol. 78, no 29,‎ 16 juillet 1966 (ISSN 0006-2510, lire en ligne).
- (en) Dennis M. Spragg, V-DISCS (Notice of The Glenn Miller Archive at University of Colorado), Boulder, University of Colorado, septembre 2013, 6 p. (lire en ligne).
- (en) Mark Skinner Watson, Chief of Staff: Prewar Plans and Preparations, WAshington, D.C., Center of Military History United StateS Army, coll. « United States Army in World War II / The War Department », 1991 (1re éd. 1950) (OCLC 5062983, lire en ligne).
- (en) United States. Congress. Senate. Special Committee Investigating the National Defense Program, Investigation of the National Defense Program : U.S. Army Recreational Facilities and Activities, Washington D.C., U.S. Government Printing Office, 1942, partie 10.
- Teresa Aguilera, « AmericaLatina... : Mexico », Billboard, New York, Nielsen Business Media, Inc., vol. 113, no 30,‎ 28 juillet 2001 (ISSN 0006-2510, lire en ligne).
- Chris Strachwitz, « Discos Peerless, S.A, A Label Discography », The Arhoolie Foundation,‎ 2020 (lire en ligne).
- Mary Fisher, « Dicos Peerless a Dynamic 45 Years Young », Billboard, New York, Nielsen Business Media, Inc., vol. 90, no 35,‎ 2 septembre 1978 (ISSN 0006-2510, lire en ligne).
- (en) The Digs, « Breaking records for the war effort », The Pittsburgh Post-Gazette, Pittsburgh, Block Communications,‎ 18 novembre 2013 (ISSN 1068-624X, lire en ligne).
- (en) Sam Abbott, « West Coast News Notes », Billboard, New York, Nielsen Business Media, Inc., vol. 54, no 3,‎ 17 janvier 1942 (ISSN 0006-2510).
- (en) « Records Manufacturers », Billboard, New York, Nielsen Business Media, Inc.,‎ de septembre 1943 à septembre 1944, p. 398 (ISSN 0006-2510).
- (en) « Coinmen You know », Billboard, New York, Nielsen Business Media, Inc., vol. 58, no 17,‎ 27 avril 1946, p. 177 (ISSN 0006-2510, lire en ligne).
- (en) « Coinmen You Know », Billboard, New York, Nielsen Business Media, Inc., vol. 58, no 30,‎ 27 juillet 1946, p. 176 (ISSN 0006-2510, lire en ligne).
- (en) Walter Hurd, « Post-War », Billboard, Nielsen Business Media, Inc.,‎ 26 août 1944, p. 80 (ISSN 0006-2510, lire en ligne).
- (en) « West Coast Distribs All Set To Go When War Ends », Billboard, Los Ageles, Nielsen Business Media, Inc., vol. 56, no 34,‎ 19 août 1944, p. 80 (ISSN 0006-2510, lire en ligne).
- (en) « Washburn Lines Up Talent For Disks », Billboard, Los Angeles, Nielsen Business Media, Inc., vol. 27, no 7,‎ 17 février 1945 (ISSN 0006-2510, lire en ligne).
- (en) « New labels Help Ease Disk Shortage For Western Ops », Billboard, Nielsen Business Media, Inc., vol. 56, no 29,‎ 15 juillet 1944 (ISSN 0006-2510, lire en ligne).

### Ressources en ligne
- (es) « Agresivos de la Sierra - Biografía », sur Telepaisa, Música Telepaisa México (consulté le 20201130).
- (en) « The Musart Group », sur Concord Music Group, Inc (consulté le 30 novembre 2020).
- (es) Judy Cantor-Navas, « El Mundo de Panart Records : El sello discográfico que trazó la evolución de la música Cubana en los años 40 y 50. su legado perdura hasta hoy. 'L'héritage duu label discographique qui a tiré l'évolution de la musique Cubaine dans les années 1940 et 1950, survit de nos jours.). », Coleccion  Gladys Palmera, Madrid, Radio Gladys Palmera, 25 juillet 2020.
- (en) Judy Cantor, « When Cuba Sang », sur Miami News Times, Miami New Times, Miami, Miami New Times, LLC., 26 décembre 1996.
- (es) « Monna Bell y Aldemaro Romero: La Onda Nueva en México », La Factoría del Ritmo, Santander, Asociación Cultural Y Dale Ritmo!, 3 juillet 2007.
- (es) Melissa Salazar, « Discográfica en México », sur Prezi, San Francisco, Californie, États-Unis, Budapest, Prezi, 21 mars 2012.
- (es) Estefany Valladares, « El gran imperio de Azcárraga Vidaurreta: de XEW a Televisa », Red Internacional La Izquierda Diario, México, Movimiento de los Trabajadores Socialistas, 27 mars 2020.
- (es) « Biografía Emilio Azcárraga Vidaurreta », sur Empresarios y Empresas (consulté le 1er décembre 2020).
- (es) Homero Arriaga Barrera, « Emilio Azcárraga Vidaurreta, Un Gigante de la Comunicación », sur Ventaneando, 3 novembre 2017.
- (es) Erika Roa, « La historia completa de la dinastía Azcárraga », sur Quien, Quien, Ciudad de México, Expansión, S.A. de C.V., 20 septembre 2019.
- (en) « The Evolution of Records: From Shellac to Vinyl », sur Gray’s Auctioneers, Cleveland, Ohio, Gray’s Auctioneers Inc., 20 février 2019.
- (en) « V-Disc : The story of the American military record label during WWII », sur Save the Vinyl, 4 décembre 2020.
- (en) « Peerless (Mexico) / c. 1948 », sur Ted Staunton's 78 rpm Label Gallery (consulté le 4 décembre 2020).
- (en) « Rogerio Azcárraga Madero », sur Media Ownership Monitor Mexico, Ciudad de México, Centro Nacional de Comunicación Social AC (Cencos), 26 novembre 2019.
- (es) « Nosotros », sur Discos Orféon (consulté le 20201205).
- (en) « Discos Gas », sur Discogs, Portland, Oregon, Discogs (consulté le 5 décembre 2020).